# Dahmane
Dahmane (eigentlich Dahmane Benanteur, * 1959 in Paris) ist ein Fotograf, der für seine kunstvollen Aktbilder bekannt ist, die auch in den Hardcore-Bereich vordringen. Seine Fotos wurden mittlerweile weltweit veröffentlicht.

## Leben
Dahmanes Vater war Maler, seine Mutter Dichterin. Mit 15 Jahren kam er durch eine Freundin der Eltern, einer Fotografin, erstmals mit der Fotografie in Berührung. 1977 begann er ein Philosophiestudium, welches er bald abbrach, um sich ganz der Fotografie widmen zu können. Erste erotische Fotos entstanden. Nach seiner Uni-Zeit arbeitete er zunächst als Assistent für Modefotografen. Später arbeitete er auch u. a. für „Le Figaro“ als freischaffender Pressefotograf.
Die ersten Veröffentlichungen von Aktfotos erscheinen 1980 in «Photomagazine» und «Photo». Weiters fotografiert er zahlreiche Sedcards für Modellagenturen. 1983–1984 erscheinen Portfolios in der französischen, deutschen und italienischen Ausgabe von «Photo» sowie in der französischen und amerikanischen Ausgabe von „Newlook“. Er erstellte Fotoreportagen für das legendäre „Crazy Horse de Paris“, veröffentlichte Fotobände wie „Promenade érotique à Paris“, „Dressed Nudes“, „Porn Art“ und zuletzt „Erotic Sessions“.
1985 gibt er sein Pressedebüt als freier Fotojournalist mit Porträts von Managern im Wirtschaftsmagazin «L’Expansion».
1992 erscheint sein erstes Buch für die Massen, «Dahmane», im Taschen Verlag.
Bei einem Fototermin lernt er die Künstlerin und Pornodarstellerin Chloë des Lysses kennen. Mit ihr produziert er das Buch «Porn Art», das ungewöhnlich harte Bilder enthält, und die beiden heiraten. 1998 erscheint «Porn Art 2», das überhaupt Bilder von Geschlechtsakten enthält, nur mit Chloë, männlichen Nebendarstellern und durch die Linse Dahmanes. Das Paar ist mittlerweile getrennt, Chloë des Lysses steht mittlerweile auch hinter der Kamera.

## Werke
- «Dahmane», Benedikt Taschen Verlag, Köln 1992, ISBN 3-8228-9769-8.
- «Porn Art», Éditions Alixe, Paris 1996, ISBN 2-911902-00-9.
- «Porn Art 2», Éditions Alixe, Paris 1998, ISBN 2-911902-04-1.
- «Dressed Nudes», Edition Olms, Zürich 2000, ISBN 3-283-00397-1.
- «Erotic Sessions», Edition Skylight, Zürich 2003, ISBN 3-03766-491-6 (ein „Best of“).
- „Addicted to Nudes“, Edition Skylight, Zürich 2008, ISBN 978-3-03766-591-6.